# Greg McLean
Greg McLean és un director, productor i escriptor de cinema australià, principalment de pel·lícules de terror. Va saltar a la fama el 2005 amb el seu primer llargmetratge, Wolf Creek, creant el personatge Mick Taylor (interpretat per John Jarratt). La seqüela del seu primer llargmetratge, Wolf Creek 2 es va estrenar el febrer de 2013. Mclean també va escriure, dirigir i produir El territori de la bèstia (2007) i va ser productor executiu de Red Hill (2010) i Crawlspace (2012). També és coautor de dues novel·les sobre Mick Taylor; Wolf Creek: Origin (amb Aaron Sterns) i Wolf Creek: Desolation Game (amb Brett McBean) i la sèrie de còmics de quatre parts Dark Axis: Secret Battles of WW2 i la novel·la gràfica Sebastian Hawks – Creature Hunter. El 2016, es va estrenar la seva pel·lícula, The Darkness, i una sèrie de televisió Wolf Creek es va publicar al servei de streaming australià Stan.

## Educació i carrera professional
Després de formar-se com a gran artista especialitzat en pintura, McLean va assistir a l'National Institute of Dramatic Art (NIDA), obtenint un diploma de postgrau en direcció.En la seva primera carrera va treballar amb el director de teatre Neil Armfield, i amb Baz Luhrmann i Catherine Martin a Opera Australia.
El primer curtmetratge de McLean, Plead, va guanyar un premi d'or de la Australian Cinematographers Society (ACS). El seu curtmetratge ICQ es va projectar al New York International Independent Film and Video Festival, guanyador del premi "Millor director d'un curtmetratge". Sota la seva productora GMF (Greg McLean Film), McLean va produir anuncis de televisió i treballs similars.
El primer llargmetratge de McLean va ser la pel·lícula de terror independent australiana de 2005 Wolf Creek. Als Estats Units, va rebre una qualificació NC-17 fins que va ser editada per obtenir una  Classificació R.
La següent pel·lícula de Mclean El territori de la bèstia, el 2007, tractava sobre un cocodril d'aigua salada mortal que atacava un grup internacional de turistes al Territori del Nord d'Austràlia. Va ser un dels candidats a dirigir Paranormal Activity 2. McLean va produir el thriller de Justin Dix Crawlspace .
El febrer de 2013, McLean va tornar com a coguionista (amb Aaron Sterns), productor i director de Wolf Creek 2, la seqüela de Wolf Creek' '. John Jarratt va repetir el seu paper d'assassí en sèrie Mick Taylor, i va protagonitzar amb Ryan Corr.
McLean també es va unir a The Legend of Ben Hall com a productor executiu el febrer de 2015.
El 2016, McLean va dirigir la pel·lícula de terror mal rebuda The Darkness. Les seves següents pel·lícules van ser L'experiment Belko i després Jungle.

## Filmografia

### Cinema
| Any  | Títol                     | Director | Productor | Guionista | Notes        |
| ---- | ------------------------- | -------- | --------- | --------- | ------------ |
| 2001 | ICQ                       | Sí       | Sí        | Sí        | Curtmetratge |
| 2005 | Wolf Creek                | Sí       | Sí        | Sí        |              |
| 2007 | El territori de la bèstia | Sí       | Sí        | Sí        |              |
| 2013 | Wolf Creek 2              | Sí       | Sí        | Sí        |              |
| 2016 | The Darkness              | Sí       | Executiu  | Sí        |              |
| 2016 | L'experiment Belko        | Sí       | No        | No        |              |
| 2017 | Jungle                    | Sí       | Sí        | No        |              |

Productor executiu
- The Edge of Reality (2009) (curtmetratge)
- Red Hill (2010)
- Crawlspace (2012)
- The Legend of Ben Hall (2016)
- Down Under (2016)

Actor
| Any  | Títol              | Paper                           |
| ---- | ------------------ | ------------------------------- |
| 2005 | Wolf Creek         | Cos del vell i agent de policia |
| 2015 | Tales of Halloween | Ray Bishop                      |

### Televisió
| Any     | Títol        | Director | Productor executiu | Guionista | Notes      |
| ------- | ------------ | -------- | ------------------ | --------- | ---------- |
| 2016-17 | Wolf Creek   | Sí       | Sí                 | Sí        | 3 episodis |
| 2020    | The Gloaming | Sí       | No                 | No        | 4 episodis |
| 2021-23 | La Brea      | Sí       | No                 | No        | 2 episodis |